# Robert Severin

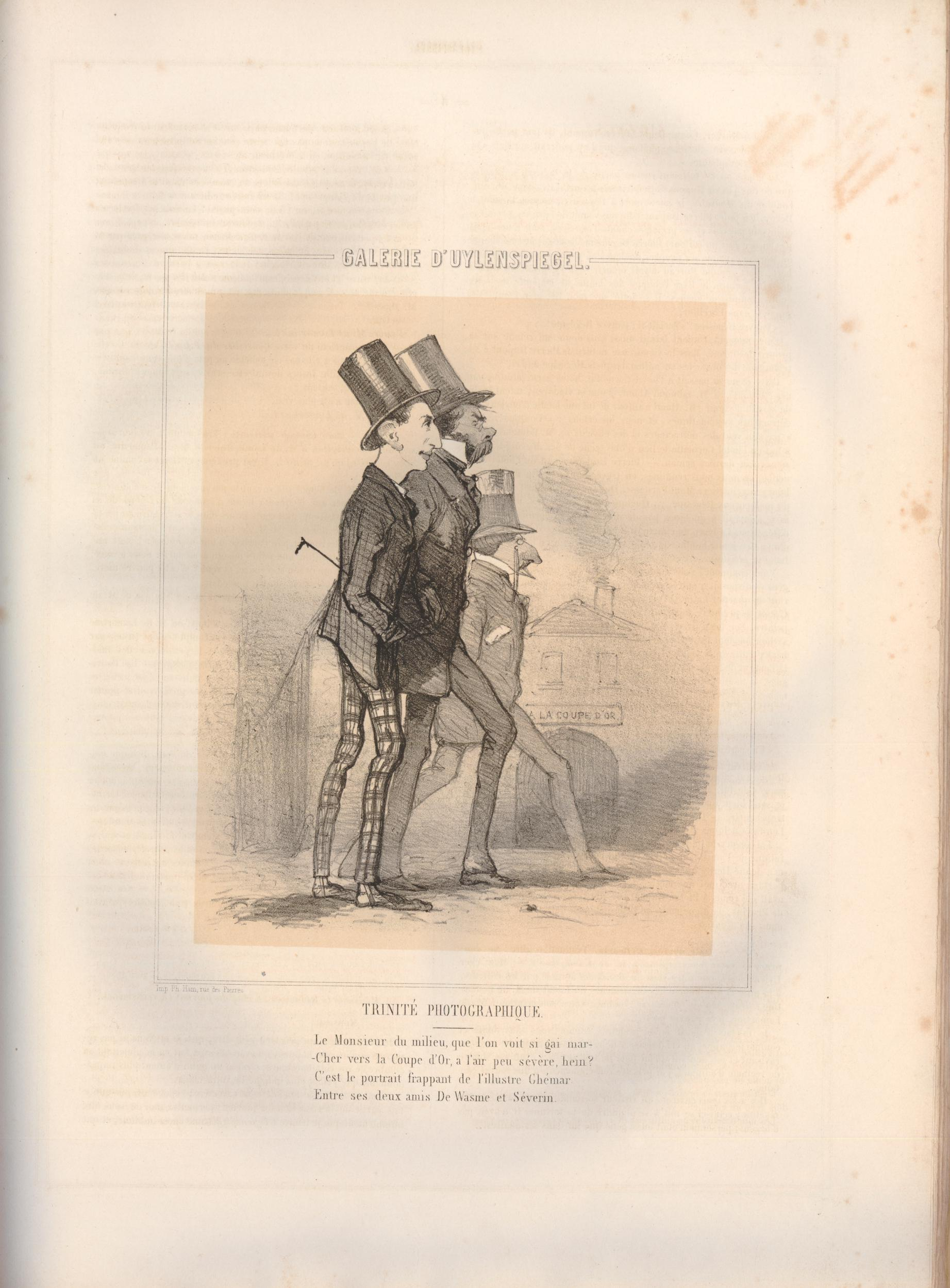
Trinité photographique, Karikatur von Félicien Rops im Satiremagazin Uylenspiegel vom 13. April 1856 – der Fotograf Louis Joseph Ghémar neben Robert Severin (vorne) und Antoine Dewasme-Plétinckx (hinten) als „Heilige Dreifaltigkeit“ der Fotografie

Robert Heinrich Wilhelm Severin (* 13. Februar 1839 in Düsseldorf; † nach 1882) war ein deutsch-niederländischer Fotograf.

## Leben
Wahrscheinlich ist, dass Robert Severin eine gründliche Fotografenausbildung bei seinem Vater Wilhelm Severin in dessen Atelier im Steinweg 217 in Düsseldorf erhielt. Sein Vater war in diesem Metier ab 1844 in Erscheinung getreten und gilt neben Matthias Radermacher als einer der ersten Daguerreotypisten der Rheinprovinz.
1854 war Robert Severin als Fotograf so weit ausgebildet, dass er zusammen mit dem französischen Lithografen Louis Joseph Ghémar, einem Freund seines Vaters, ein Atelier für Porträtfotografie in Antwerpen eröffnen konnte. Es trug den Namen „Etablissement artistique Ghémar et Severin“ und hatte die Antwerpener Adresse Hopland 1474 (1474 Rue Houblonnière). 1855 beendete er seine Schulausbildung in der Städtischen Realschule in der Citadellstraße in Düsseldorf. Im August 1855 nahmen Ghémar und Severin an der Ausstellung Le Cercle Artistique teil. 1856 überließen sie das Atelier dem Fotografen Auguste De Bedts und eröffneten ein neues Fotostudio unter der Adresse 27 Rue de l’Ecuyer in Brüssel. Noch im gleichen Jahr nahmen sie dort an einer Ausstellung der Société pour encouragement et le développement des Arts Industriels en Belgique teil. Wohl über Ghémar lernte Severin den französischen Fotografen Nadar kennen.

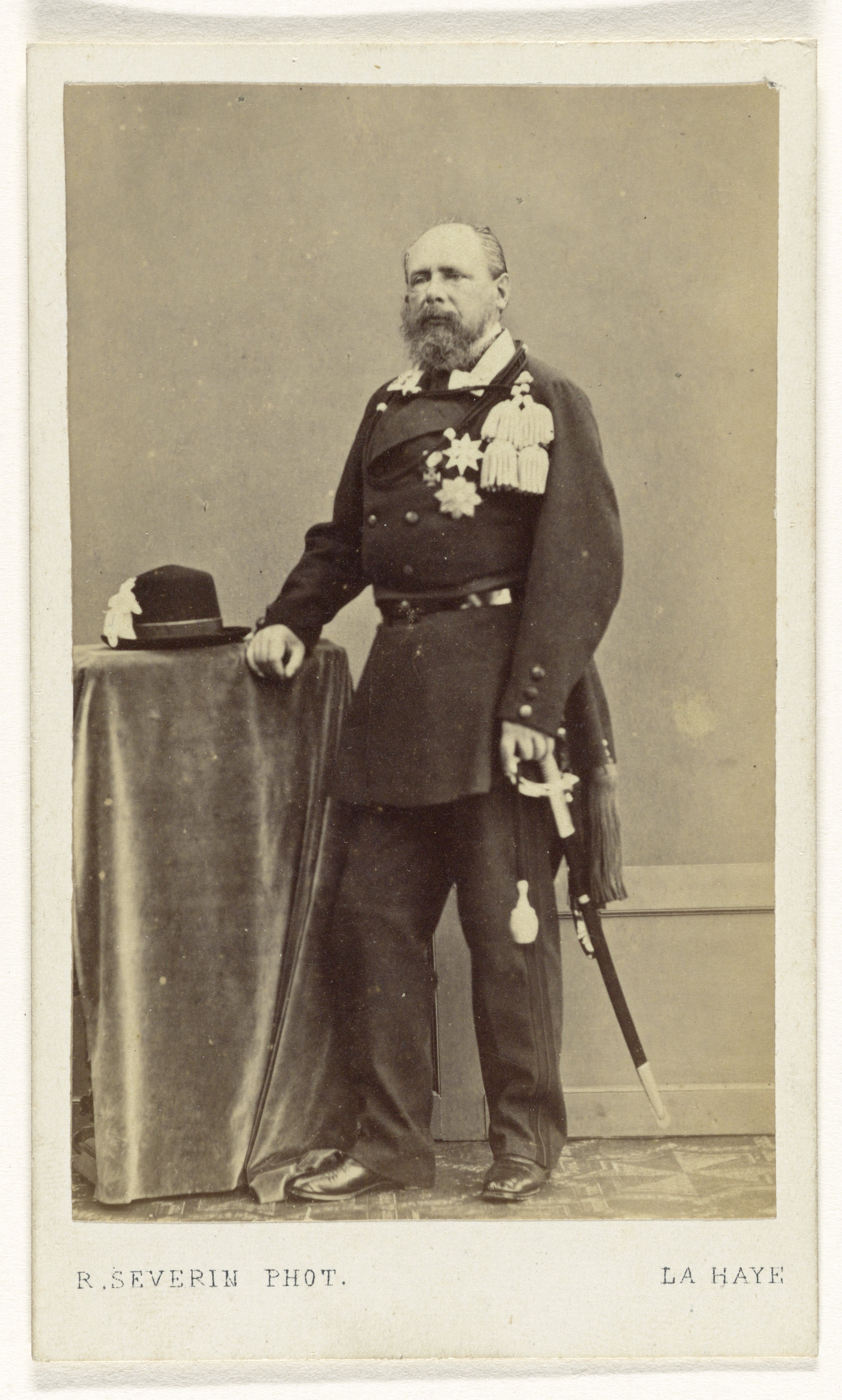
König Wilhelm III. der Niederlande auf einem Foto von Severin

1860 zog Severin nach Den Haag, wo er unter der Anschrift Noordeinde 109 ein Atelier betrieb. Nachdem er dort Anfang 1861 den niederländischen König Wilhelm III. porträtiert hatte, verlieh dieser ihm im Mai desselben Jahres den Titel eines Hoffotografen. Severin fotografierte weitere Mitglieder der königlichen Familie, darunter die Königinnen Sophie und Anna Pawlowna sowie die Prinzen Alexander und Heinrich.
Am 21. November 1861 heiratete Robert Severin Maria Sophia Euphemia Becker aus Vreden. Das Paar hatte vier Kinder: Wilhelm Peter Robert (* 25. August 1862), Carl-Maria Frederik (* 20. Dezember 1863), Robert Eduard Walther (* 11. Oktober 1867) und Maria Albertina Francisca (* 30. November 1874). Am 8. April 1862 stellte er als seinen Assistenten den in Pempelfort geborenen Fotografen Carl (Hendrick Karel) Junker (1845–1901) ein. Am 19. Februar 1869 erhob ihn der niederländische König zum Ritter des Ordens der Eichenkrone. Am 3. Januar 1870 verlieh ihm der König die niederländische Staatsbürgerschaft.
Um 1870 hatte die Zahl der Fotoateliers in der königlich-niederländischen Residenz stark zugenommen, so dass Severins Porträtstudio unter erheblicher Konkurrenz gelitten haben dürfte. So übergab er seine Negative dem Den Haager Fotoatelier De Lavieter & Co. von Johannes Lodewijk de Lavieter (1839–1910) und ließ sich am 14. Oktober 1875 unter der Adresse Jungfernstieg 14 in Hamburg nieder. Bald darauf infizierte er sich mit Typhus und musste sich drei Monate in einem Krankenhaus behandeln lassen. Während dieser Zeit wurde seine Ehefrau beraubt, seine Familie geriet in Not. 1876 verließen die Severins die Hansestadt.
Am 11. September 1877 ließ sich die Familie Severin unter der Adresse 22 Rue Berkmans in Saint-Gilles bei Brüssel nieder, und für einige Monate arbeitete Severin im Fotoatelier seines früheren Kompagnons Ghémar. Nach einem Wohnungswechsel innerhalb von Saint-Gilles zog die Familie am 18. September 1879 nach Bremen, wo Severin zunächst unter der Adresse Hafen 58, später an der Taubenstraße 14 als Fotograf arbeitete. Nach 1882 taucht nur noch der Name von Severins Ehefrau in Adressbüchern Bremens auf, weitere Hinweise auf Robert Severin in reputablen Quellen finden sich nicht.

## Werk

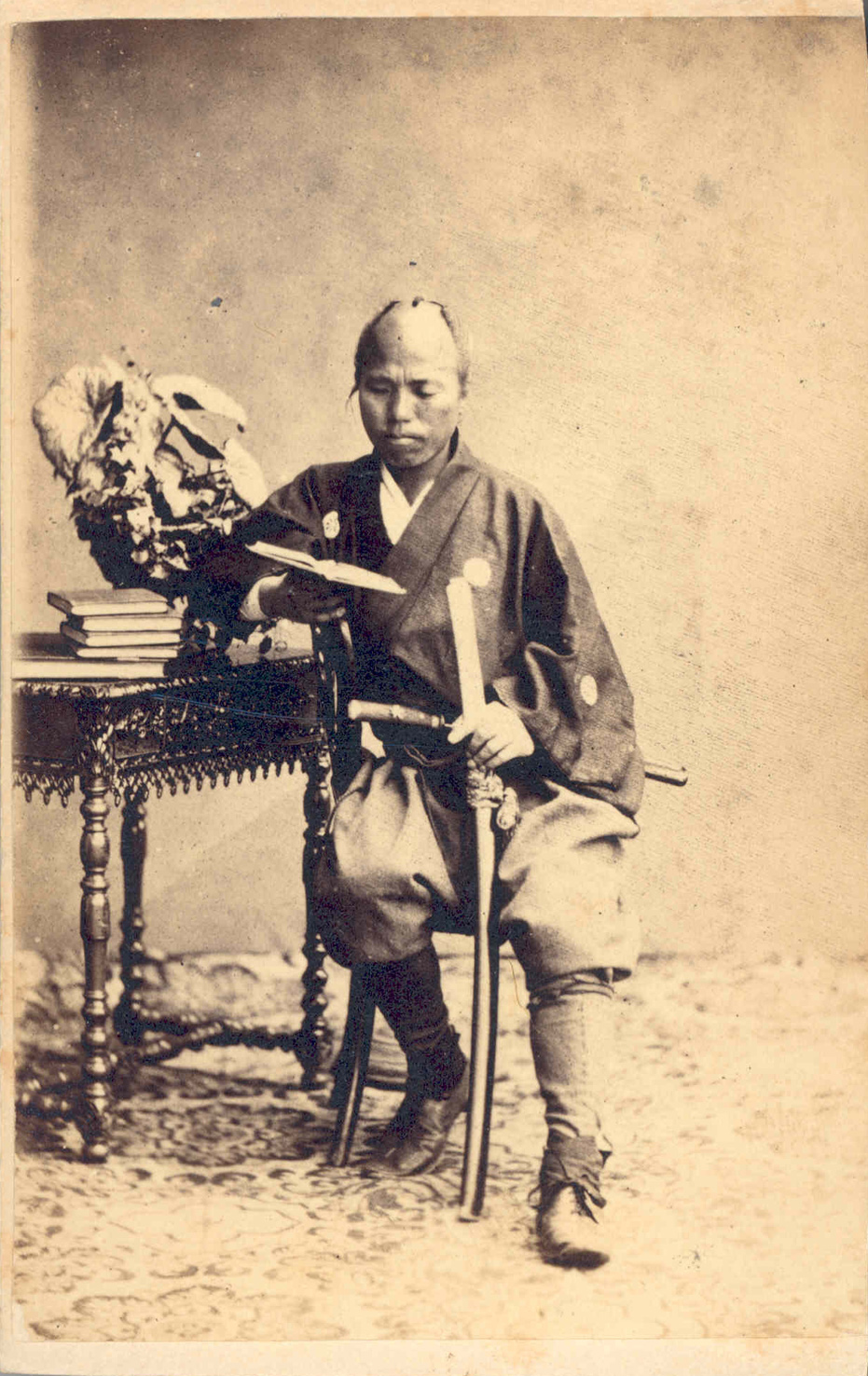
Tsune Zo, Mitglied der japanischen Delegation in Den Haag, 1862

Severins Werk besteht, soweit bekannt, hauptsächlich aus ungefähr 100 Porträtfotografien im Visitformat in einer beachtlichen Qualität. Fotos von städtischen Ansichten, die er zusammen mit Ghémar in Antwerpen und Brüssel aufgenommen hat, lassen sich nicht auffinden. Als 1862 eine japanische Delegation eine Reihe von europäischen Hauptstädten besuchte und ihre Mitglieder auch in Den Haag weilten, fotografierte Severin am 30. Juni und 1. Juli jedes Mitglied der Delegation einzeln, ebenso das Begrüßungskomitee. Die Aufnahmen wurden in einem Album auf 47 Blättern zusammengestellt und dann dem König präsentiert. Einzelne Aufnahmen im Visit- und in einem größeren Gruppenformat bewarb Severin bald darauf in der Tagespresse.